# Wisselbank
Een wisselbank is een historisch type bank, door de overheid opgericht, waar goud- en zilverstukken tegen een gegarandeerd gewicht in edelmetaal ingewisseld konden worden.

## Geschiedenis
De eerste wisselbanken ontstonden in Italiaanse steden in de vijftiende en zestiende eeuw, en vanaf begin zeventiende eeuw door steden in Noord-Europa. De eerste wisselbank in Nederland, Amsterdamsche Wisselbank, werd op 25 maart 1609 opgericht in Amsterdam naar het voorbeeld van Venetië. De oorspronkelijke bedoeling van de oprichting was om alle kassiers en wisselaars door één kassiers- en wisselkantoor te vervangen.
Andere wisselbanken in Nederland waren onder andere de Middelburgsche wisselbank opgericht op 28 maart 1616, de wisselbank in Delft in 1621, en de Rotterdamsche wisselbank van 1635 tot 1812. Verder weg in Hamburg werd in 1619 de eerste wisselbank opgericht. Al deze wisselbanken waren stedelijke instelling en stond in de regel onder controle van het stadsbestuur.
De Amsterdamsche Wisselbank bleef echter verreweg de bekendste en de belangrijkste. In de Europese politiek van de 17e en 18e eeuw speelde deze instelling een belangrijke rol in de monetaire stabiliteit met soms verstrekkende gevolgen. Zo bereikte speciehandel rond 1720 een hoogtepunt, dat "grootscheepse aanmaak van papiergeld in Frankrijk een goud- en zilvervlucht naar Amsterdam veroorzaakte".
De Amsterdamsche Wisselbank heeft er mede toe bijgedragen, dat Amsterdam het financiële centrum van de wereld bleef tot aan de Industriële Revolutie. De wisselbank in Amsterdam bleef tot 1820 bestaan, waarna zijn regionale functie werd overgenomen door de in 1814 opgerichte en landelijk opererende De Nederlandsche Bank. De wisselbanken in andere Nederlandse en buitenlandse steden werden rond die tijd om vergelijkbare redenen opgeheven.

## Werkwijze
Bij de wisselbanken werden papieren wissels gedekt door de reserves, en werden transacties zonder muntgeld mogelijk gemaakt. De Amsterdamsche Wisselbank zette hier de toon, waar naar verluidt een honderdprocentsdekking werd gegarandeerd, waartoe een grote voorraad edelmetaal werd aangehouden. Met de toename van de welvaart in Amsterdam en andere steden is vanaf de tweede helft van de 17e eeuw deze voorraad ook steeds verder toegenomen. En dit heeft tot diep in de 18e eeuw voortgeduurd.
In de wisselbank werd zowel geld getaxeerd als ingewisseld tegen edelmetaal. Later konden handelaren ook zelf rekeningen openen, en konden er girale betalingen worden verricht naar andere wisselkantoren in het buitenland. Hierbij werd in briefwissels vastgelegd aan wie, op welk moment, en welk bedrag overhandigd diende te worden.